# Melanitis tambra
Melanitis tambra är en fjärilsart som beskrevs av Moore 1880. Melanitis tambra ingår i släktet Melanitis och familjen praktfjärilar. Inga underarter finns listade i Catalogue of Life.